# Alcman
Alcman is een oud-Grieks lyrisch dichter, afkomstig uit Sardis, hoofdstad van koninkrijk Lydië. Misschien kwam hij uit Sparta, in de Oudheid eisten vaak meerdere steden de eer op om de geboorteplaats van een dichter geweest te zijn. Alcman behoort tot de al in de klassieke oudheid gevormde canon van de negen lyrische dichters.
Alcman (Grieks Alkman) werd burger van Sparta, en woonde daar in de 7e eeuw v.Chr. Alcman dichtte onder andere liederen voor een meisjeskoor waarvan hij de leider was. Zulke meisjeskoren traden op bij allerhande feestelijkheden, vooral die ter ere van Artemis. Sparta was toen nog niet die strenge, militaristische stad zoals ze later bekend werd.
Zijn bekendste werk is het Partheneion, een hymne. In de oudheid waren meer dan vijftig van zijn in het Dorisch geschreven hymnen bekend maar deze gingen, op 100 verzen van de partheneion en wat fragmenten na, in de middeleeuwen verloren. Toch kunnen wij uit de bestaande fragmenten afleiden dat Alcman bij voorkeur zijn inspiratie liet uitgaan naar de bekoorlijkheid van het jonge meisje, liefst in een prachtig natuurkader.
- Bibsys: 90172825
- Biblioteca Nacional de España: XX1002282
- Bibliothèque nationale de France: cb12256863c (data)
- Catàleg d'autoritats de noms i títols de Catalunya: 981058525867106706
- CiNii: DA03337623
- Gemeinsame Normdatei: 118644467
- International Standard Name Identifier: 0000 0003 6954 7277
- Library of Congress Control Number: n85148658
- Bibliotheek van het Japanse parlement: 00901415
- Nationale Bibliotheek van Tsjechië: mzk2016926137
- Nationale bibliotheek van Australië: 35861121
- Nationale Bibliotheek van Israël: 987007257394405171
- Nederlandse Thesaurus van Auteursnamen: 069486301
- Réseau des bibliothèques de Suisse occidentale: 02-A002916679
- Istituto Centrale per il Catalogo Unico: VIAV001060
- LIBRIS: 287049
- Système universitaire de documentation: 031333605
- Trove: 1120351
- Virtual International Authority File: 238639815
- WorldCat: E39PCjrG9M7tYDD4pxPRDppMKb